# 16745 Zappa
16745 Zappa este o planetă minoră (asteroid), cu un diametru de 6,18 km, din centura de asteroizi. A fost descoperită pe 9 august 1996 la osservatorio San Vittore⁠(d) de osservatorio San Vittore⁠(d) și a fost numită după Giovanni Zappa⁠(d). 
Obiectul prezintă o orbită caracterizată de o semiaxă mare de 2,6252587 UAi, o excentricitate de 0,14, o înclinație de 10,56082 ° în raport cu ecliptica.